# Direktóriumok (1919)
A direktóriumok a Magyarországi Tanácsköztársaság előtt (1919 elején) és alatt (1919. március 21. – 1919. augusztus 1.) a helyi tanácsok általában 3 tagból álló vezető testületei, végrehajtó bizottságai voltak. Néhol a tanácsot hívták ekképp. Direktóriuma volt a megyei, járási, községi, városi tanácsoknak, illetve a budapesti központi tanácsnak és a budapesti kerületi tanácsoknak is. Állami irányítószervként léteztek egyéb (író-, sajtó- stb.) direktóriumok is.

## Különböző változatai
Kinevezett állami irányítószervként működött a Tanácsköztársaság alatt az Íródirektórium, Sajtódirektórium, Zenei Direktórium, Művészeti és Múzeumi Direktórium, Testnevelési Ügyek Direktóriuma (utóbbi elnöke: Bíró Dezső), stb.

### Íródirektórium
1919. április elsején öttagú írói direktóriumot hozott létre a Kunfi Zsigmond vezette Közoktatásügyi Népbiztosság. A tagok:
1. Lukács György
2. Balázs Béla
3. Révész Béla
4. Kassák Lajos
5. Komját Aladár

Az Íródirektórium foglalkozott az írók támogatásával. 143 író kapott rendszeresen előleget, 58 fiatal író pedig ösztöndíjat az állam terhére. Voltak a rendszertől "idegen" írók, pl. Rákosi Jenő vagy Herczeg Ferenc, akiket túszként tartottak börtönben.
Fennállása alatt ezen a napon [1919. június 24-én] fizette ki a legnagyobb összeget egy műért, egy szerzőnek az Írók Direktóriuma: 

Moly Tamás vehetett fel a „Szegedy Emma" című írásért 26 ezer 480 koronát, amely egy vezető hivatalnok egész évi fizetésével volt egyenlő.
A tudós Baktay Ervinnek 3400 koronát utalványoztak „A hibák lámpája" című írásért.
Markó Miklós 1500 koronát, kapott a „Zene a kommunista társadalomban” című eszmefuttatásért.
Magyar Elemér „Egyház és vallás” című cikkét 1000 koronára értékelték.
Dr. Merényi Józsefnek 625 koronát fizettek fordításért.
Április 19-én a Közoktatásügyi Népbiztosság újra kinevezte az Írói Direktóriumot:
1. Lukács György (a direktórium vezetője)
2. Osvát Ernő
3. Babits Mihály,
4. Barta Lajos,
5. Bíró Lajos,
6. Kassák Lajos,
7. Móricz Zsigmond,
8. Révész Béla,
9. Szini Gyula,
10. Balázs Béla és
11. Komját Aladár.

### Sajtódirektórium

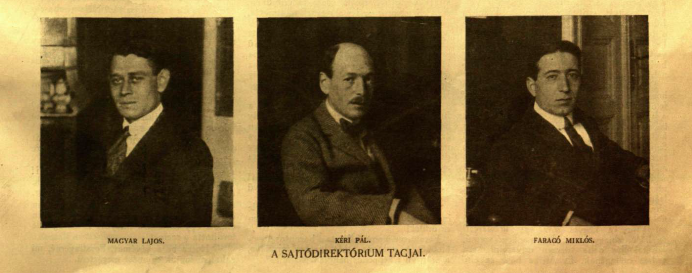
A Sajtódirektórium tagjai (Magyar Lajos, Kéri Pál, Faragó Miklós)

A kommün alatt a sajtóügyekkel a március 25-én létrejövő Sajtódirektórium foglalkozott. Szerepét később (április 30-tól) a Szellemi Termékek Országos Tanácsa vette át. Elnöke kezdetben Göndör Ferenc volt, ám ő szembefordult a proletárdiktatúrával, így nem sokáig viselte ezt a tisztséget. A direktóriumról Göndör későbbi visszaemlékezésében így írt: 
A proletárdiktatúra idején semmiféle állást vagy hivatalt nem vállaltam, de vezetője lettem az úgynevezett sajtódirektóriumnak. Ezt a tiszteletbeli és természetesen minden díjazás nélküli állást is csak kifejezetten az újságírói társadalom ismételt fölkérésére vállaltam el, azért, hogy az újságírók és a lapok exisztenciáját és életét megmenthessem. A legnehezebb harcot kellett vívnom ezen a poszton. A kormányzótanács többségének az volt az álláspontja, hogy az összes polgári lapokat nyomban be kell szüntetni és természetesen az újságírókról senki sem akart gondoskodni. Főleg és legelső sorban Lukács György, a milliomos kommunista képviselte a polgári sajtóval szemben ezt az álláspontot [...]
A Sajtódirektórium első intézkedése volt a konzervatív lapok (Budapester Tagblatt, Deutsches Tagblatt, Köztársasági Újság, 8 Órai Újság, Alkotmány, Neue Post, Magyar Kultúra, Új Nemzedék) betiltása. Ezután fokozatosan a rendszerrel szembehelyezkedő lapok következtek. A nagyobb hírtudósítókat (Magyar Tudósító, Politikai Híradó, Magyar Híradó) beolvasztották az MTI-be.
Tagjai:
1. Göndör Ferenc,
2. Faragó Miklós,
3. Kéri Pál,
4. Magyar Lajos,
5. Gellért Oszkár,
6. Major József és
7. dr. Pók Ödön.

### Zenei Direktórium
Reinitz Béla szervezte meg, s három tagja volt; Kodály Zoltán, Bartók Béla, Dohnányi Ernő. Egyes források szerint Reinitz is a zenei direktóriumhoz tartozott.

### Művészeti és Múzeumi Direktórium
A képzőművészeti életet irányító direktórium, amely szocializálta a magyarországi műkincseket. A szocializáló bizottságot Pogány Kálmán művészettörténész, Antal Frigyes és Wilde János irányította. Az összegyűjtést vezető brigád tagja volt Andaházi Kasnya Béla. Az összegyűjtött képeket a Műcsarnokban állították ki.
Tagjai:
1. Pogány Kálmán (elnök)
2. Berény Róbert,
3. Ferenczy Béni,
4. Kozma Lajos,
5. Leszner Manó,
6. Antal Frigyes és
7. Wilde János.